# 任速万
任速万，柬埔寨华人后代，一说是明乡人或越南人，柬埔寨政治人物。 担任柬埔寨救国党发言人，其妻任柬埔寨救国党暹粒省区议员。2014年，有获得人民党议员的支持，无缘出任国会专门委员会主席。